# Ради нескольких строчек
«Ради нескольких строчек» — советский полнометражный цветной художественный фильм, поставленный на киностудии «Ленфильм» в 1985 году режиссёром Александром Рогожкиным по мотивам повести Михаила Алексеева «Дивизионка».
Премьера фильма в СССР состоялась в феврале 1986 года.

## Сюжет
Фильм рассказывает о нелёгкой работе сотрудников фронтовой дивизионной газеты во время Великой Отечественной войны, действие происходит в 1944 году.
Грузовик дивизионной газеты подорвался на мине. Все сотрудники остались живы, но шрифт взрывной волной разбросало по полю. Теперь газетчики должны буквально собрать очередной номер под огнём врага.

## В ролях
- Никита Михайловский — лейтенант Михаил Егоров, военный корреспондент
- Нелли Попова — Настенька
- Владимир Олексеенко — дед Настеньки, старый гуцул
- Антон Адасинский — Юрий Рузес, военный фотограф
- Владимир Ерёмин — лейтенант Лубицкий
- Анатолий Грачёв — капитан Буренков
- Юрий Дубровин — Яков Захарыч, солдат
- Алексей Булдаков — Максимыч, военный шофёр
- Валерий Захарьев — Рыбаков, наборщик дивизионной газеты
- Сергей Проханов — майор Ковалёв, поэт-любитель

## В эпизодах
- Виктор Бычков — немецкий егерь
- Г. Ведерников
- Игорь Добряков — Охрименко
- Юрий Конопкин
- Сергей Исавнин — солдат Николаев
- Людмила Стамбирская — женщина у окна
- Л. Наумов, А. Кестер, И. Манзич, Н. Оленчук, Н. Полажинец, А. Полуденный, И. Стеблинский, Юрий Староверов, А. Уровский, Юрий Шкляр

## Съёмочная группа
- Автор сценария — Аркадий Красильщиков
- Режиссёр-постановщик — Александр Рогожкин
- Оператор-постановщик — Иван Багаев
- Художник-постановщик — Станислав Романовский
- Композитор — Альгирдас Паулавичюс
- Звукооператор — Николай Астахов
- Редактор — Олег Шарков
- Военный консультант — гвардии полковник В. Терещенко
- Режиссёр — Игорь Москвитин
- Операторы — А. Горбоносов, В. Фёдоров
- Монтаж — Т. Денисовой
- Грим — Людмилы Стамбирской
- Костюмы — М. Стручковой
- Режиссёрская группа — И. Шмелёва, Г. Товстых, О. Костина, Н. Седова, М. Минко
- Операторская группа — С. Вершинин, С. Мясников
- Установка света — Л. Юдиной
- Мастер света — А. Гусев
- Монтажница — Т. Иванова
- Фотограф — Ж. Блинова
- Пиротехник — А. Кудрявцев
- Реквизит — И. Гамаюнова
- Гримёры — Е. Месхиева, Л. Степанова
- Костюмеры — И. Жильцова, Т. Сизова
- Ассистенты:
  - художника по костюмам — Л. Романовская
  - звукооператора — Л. Изаков
- Административная группа — В. Юмакова, Е. Калашникова, Е. Решетников, В. Голышков, С. Соколов, С. Салынская, А. Пильдиш
- Директора картины — Владимир Калиш, Владимир Семенец

## Признание и награды
- Диплом жюри и приз газеты «Молодой коммунист» на IV Всесоюзной неделе-смотре молодых кинематографистов (1985).
- Приз ЦК ЛКСМУ фильму на XVI кинофестивале «Молодость» в Киеве (1985).